# Cost de producció
El cost de producció és el valor dels factors productius consumits per a la producció d'un bé o servei.L'estudi dels costos es pot fer des de diferents criteris o punts de vista, segons allò que es vol analitzar. Si es classifiquen els costos segons la seva relació amb la quantitat produïda, veiem que hi ha costos fixos i costos variables. Si l'empresa produeix diversos productes i no és fàcil ni immediat assignar a cada tipus de producte els costos associats tindriem costos directes i costos indirectes.